# Gyrandra brachycalyx
Gyrandra brachycalyx är en gentianaväxtart som först beskrevs av Paul Carpenter Standley och L.O.Williams, och fick sitt nu gällande namn av G.Mans.. Gyrandra brachycalyx ingår i släktet Gyrandra och familjen gentianaväxter. Inga underarter finns listade i Catalogue of Life.